# Idiodes prolucens
Idiodes prolucens là một loài bướm đêm trong họ Geometridae.